# Ekonomika Mosambiku
Ekonomika Mosambiku se vyvíjela od konce mosambické občanské války (1977–1992).[zdroj?] V roce 1987 zahájila vláda řadu makroekonomických reforem, jejichž cílem bylo stabilizovat ekonomiku. Tyto kroky vedly, v kombinaci s pomocí dárců a politickou stabilitou od voleb v roce 1994, kterých se účastnilo více stran, k dramatickému zlepšení tempa růstu země. Inflace dosáhla na konci 90. let jednociferného čísla, i když v letech 2000–2002 se vrátila na dvouciferné hodnoty. Fiskální reformy, včetně zavedení daně z přidané hodnoty a reformy celní služby, zlepšily schopnosti vlády vybírat daně. Navzdory těmto úspěchům zůstává Mosambik po většinu svého ročního rozpočtu závislý na zahraniční pomoci. Zemědělství nadále zaměstnává převážnou většinu pracujících v zemi. Podstatná obchodní nerovnováha přetrvává, ačkoli otevření huti na hliník Mozal, dosud největšího zahraničního investičního projektu v zemi, zvýšilo příjmy z vývozu. Další investiční projekty v oblasti těžby a zpracování titanu a výroby oděvů by měly zaplnit mezeru ve vývozu. Kdysi značný zahraniční dluh Mosambiku byl snížen odpuštěním a změnou splácení v rámci iniciativ HIPC (Highly Indebted Poor Countries) a Enhanced HIPC Mezinárodního měnového fondu. Nyní je zahraniční dluh na zvládnutelné úrovni.

## Historie

### Portugalská nadvláda
Ačkoli se Portugalci angažovali v obchodních sítích ve východní Africe již v 16. století, nevytvořili hegemonickou (celkovou) koloniální nadvládu nad celým územím dnešního Mosambiku, a to až do 19. století. Portugalsko založilo osady, obchodní stanice, pevnosti a přístavy. Města a vesnice Portugalci založili na celém území. Patří mezi ně Lourenço Marques, Beira, Vila Pery, Vila Junqueiro, Vila Cabral a Porto Amélia. Jiné byly pod portugalskou vládou rozšířeny a velmi rozvinuty, jako např. Quelimane, Nampula a Sofala. Do této doby se Mosambik stal portugalskou kolonií, ale správa byla ponechána obchodním společnostem (jako Mozambique Company a Niassa Company), které od Lisabonu dostaly dlouhodobé smlouvy o pronájmu. V polovině dvacátých let vytvořili Portugalci vysoce vykořisťovatelskou a donucovací osadnickou ekonomiku, ve které byli afričtí domorodci nuceni pracovat na úrodných zemích převzatých portugalskými osadníky. Domorodí afričtí rolníci vyráběli hlavně tržní plodiny určené k prodeji na trzích v Portugalsku. Mezi hlavní tržní plodiny patřila bavlna, kešu oříšky, čaj a rýže. Toto ujednání skončilo v roce 1932 po převzetí moci v Portugalsku novou vládou Antónia de Oliveira Salazara. Poté byl Mosambik spolu s dalšími portugalskými koloniemi pod přímou kontrolou Lisabonu. V roce 1951 se stal zámořskou provincií. Během padesátých a šedesátých let ekonomika rychle rostla a přilákala do země tisíce portugalských osadníků. V této době se v Tanzanii a dalších afrických zemích začaly formovat první nacionalistické partyzánské skupiny. Silný průmyslový a zemědělský rozvoj, k němuž docházelo během padesátých, šedesátých a začátku sedmdesátých let, byl založen na portugalských rozvojových plánech a zahrnoval také britské a jihoafrické investice.
V letech 1959–60 byly hlavními vývozními artikly Mosambiku bavlna, kešu ořechy, čaj, cukr, kopra a sisal. Rostoucí ekonomiku portugalské zámořské provincie podporovaly přímé zahraniční investice a veřejné investice, které zahrnovaly ambiciózní rozvojové plány řízené státem. Britský kapitál vlastnil dvě z velkých koncesí na cukr (třetí byl portugalský). Matola Oil Refinery (Procon) byla ovládána Anglií a Spojenými státy. V roce 1948 byla ropná koncese udělena společnosti Mosambik Gulf Oil Company. Těžilo se uhlí. Průmysl byl financován hlavně belgickým kapitálem. 60 % kapitálu Compagnie de Charbons de Mozambique vlastnila Societe Miniere et Geologique Belge, 30 % mosambická společnost a zbývajících 10 % vláda daného území. Byly v provozu tři banky, Banco Nacional Ultramarino (portugalská), Barclays Bank, D.C.O. (britská) a Banco Totta e Standard de Moçambique (společný podnik Standard Bank of South Africa a Banco Totta & Açores z portugalské pevniny). Devět z třiadvaceti pojišťoven byly portugalské. 80 % životního pojištění bylo v rukou zahraničních společností, což svědčí o otevřenosti ekonomiky. Portugalská zámořská provincie Mosambik byla prvním územím Portugalska, včetně evropské pevniny, které distribuovalo Coca-Colu. Ropná rafinerie Lourenço Marques byla založena Sociedade Nacional de Refinação de Petróleo (SONAREP) - francouzsko-portugalským syndikátem. V sisalových plantážích byl investován švýcarský kapitál a v koncernech kopry byla investována kombinace portugalského, švýcarského a francouzského kapitálu. Velká dostupnost kapitálu portugalského i mezinárodního původu spojená s širokou škálou přírodních zdrojů a rostoucím městským obyvatelstvem vede k velkému růstu a rozvoji ekonomiky. Vznikla přehrada Cahora Bassa, která byla postavena Portugalci. Začala se zaplňovat v prosinci 1974 poté, co byla zahájena stavba v roce 1969. Tváří v tvář neústupnosti portugalských vládních orgánů, hlavní nacionalistické hnutí, FRELIMO, zahájilo partyzánskou válku, která od Portugalců postupně vybojovala kontrolu nad částmi nejsevernějších území. Mosambická válka za nezávislost skončila v roce 1974 po levicovém vojenském puči v Portugalsku. Nová levicová vláda v Lisabonu nechtěla udržovat říši, a jednání o nezávislosti země začala okamžitě. V roce 1975, po levicovém vojenském puči ze dne 24. dubna 1974 v Portugalsku, který svrhl režim Estado Novo, jenž řídil národ a jeho zámořská území, skončily koloniální války, které zuřily na různých portugalských afrických územích od počátku šedesátých let. V době nezávislosti byla průmyslová základna Mosambiku podle norem subsaharské Afriky dobře vyvinuta, a to díky rozmachu investic v 60. a na začátku 70. let. V roce 1973 byla přidaná hodnota ve výrobě šestá nejvyšší v subsaharské Africe. Další industrializaci však zastavil ukvapený exodus 90 procent portugalských občanů během (a po) procesu nezávislosti, který byl ukončen 25. června 1975. Rychlý exodus portugalského obyvatelstva zanechal mosambickou ekonomiku v nepořádku. Situaci ještě zhoršila mosambická občanská válka (1977–1992) během následujících let, která zničila zbývající bohatství a opustila bývalou portugalskou zámořskou provincii v havarijním stavu.

### Nezávislý Mosambik
Mosambik se stal nezávislým státem v roce 1975. Exodus vzdělaných Portugalců a propuknutí mosambické občanské války v roce 1977 vedly zemi k naprostému chaosu. Mosambik se stal nezávislým národem a moc se ujala Frente de Libertacao de Mocambique (FRELIMO), socialistická partyzánská organizace, která bojovala v koloniální válce proti Portugalsku ....... Během následujících několika let FRELIMO prosazovalo řadu socialistických politik, včetně znárodnění půdy a velkých průmyslových odvětví, centrálního plánování a silného financování vnitrostátních vzdělávacích a zdravotnických systémů, které však v nezávislém Mosambiku zůstaly po celá desetiletí slabé a stále patří k nejméně efektivním a nedostatečně financovaným na světě. Exodus (hromadný odchod) Portugalců po získání nezávislosti v roce 1975 usnadnil převzetí mnoha obchodů Mosambičany. Exodus, který činil více než 275 000 etnických Portugalců, bohužel také vedl k obrovské ztrátě profesionálů, produktivních strojů, podnikatelů a kvalifikovaných pracovníků. Na začátku 80. let se Mosambik stal „bojištěm studené války“. Nazval ho tak Joseph Hanlon - autor knihy Peace without Profit: How the IMF Blocks Rebuild in Mosambique. Tento termín označuje situaci, ve které bylo socialistické FRELIMO se sovětskou podporou nuceno bojovat ve zdlouhavé občanské válce proti protipovstaleckému hnutí Mosambiků jménem RENAMO, financovaného a režírovaného sousedními bílými menšinovými státy apartheidu v Jižní Africe a Rhodesii. Studená válka byla definována nepřátelstvím mezi kapitalistickými a socialistickými světovými mocnostmi, a přestože nikdy nedošlo k přímému vojenskému konfliktu, každá z nich financovala protipovstalecká hnutí proti vládám, které je znevýhodňovaly. Kapitalistické vlády Jihoafrické republiky a Zimbabwe se obávaly, že úspěšně ovládaný africký socialistický systém může vyslat signál revoluce a samosprávy občanům v jejich zemích.
Politický tlak na ideologicky nabitou občanskou válku ve spojení s nesnesitelnou potřebou pomoci a finančních prostředků na financování dovozu přiměl FRELIMO k vyjednání prvního balíčku strukturálních změn (SAP) se Světovou bankou a Mezinárodním měnovým fondem (MMF) v roce 1986. (běžně označované jako brettonwoodské instituce nebo mezinárodní finanční instituce - MFI). Série SAP, které následovaly poté, vyžadovaly privatizaci hlavních průmyslových odvětví, méně vládních výdajů, deregulaci ekonomiky a liberalizaci obchodu. Programy SAP se proto v zásadě zaměřily na provádění neomezené ekonomiky volného trhu.
Dnes v ekonomice Mosambiku nadále dominuje zemědělství. Hlavní vývoz zahrnuje krevety, bavlnu, kešu ořechy, cukr, citrusy, kopru a kokosové ořechy a dřevo. Exportními partnery jsou zase Španělsko, Jihoafrická republika, Portugalsko, Spojené státy, Japonsko, Malawi, Indie a Zimbabwe. Dovoz produktů, jako je zemědělské vybavení a dopravní zařízení, je kapitálovým zbožím, které má větší hodnotu než zemědělské produkty, a tudíž je příčinou velkého obchodního deficitu Mosambiku. Země také dováží potraviny, oděvy a ropné produkty. Mezi dovozní partnery patří Jihoafrická republika, Zimbabwe, Saúdská Arábie, Portugalsko, Spojené státy, Japonsko a Indie. V posledních několika letech převažovala hodnota dovozu nad hodnotou vývozu o 5 na 1 nebo více - což je faktor, díky němuž Mosambik do značné míry závisí na zahraniční pomoci a půjčkách zahraničních komerčních bank a brettonwoodských institucí (BWI). Jen v roce 1995 obdržel Mosambik pomoc ve výši 1,115 miliardy dolarů. V roce 1999 činil celkový zahraniční dluh 4,8 miliardy USD. Naštěstí ve stejném roce došlo k významnému oživení ekonomiky, protože tempo růstu reálného HDP dosáhlo 10 procent.

## Sektory
Všechna hospodářská odvětví, od výroby a zemědělství až po cestovní ruch a finance, po osamostatnění se od Portugalska v roce 1975 prudce poklesla, ale v roce 2000 po skončení mosambické občanské války zrychlila, přestože stále dosahují hlubokého potenciálu.

### Zásoby plynu a ropy
Nedávné objevy ropy a zemního plynu ve východní Africe, zejména v Mosambiku a Tanzanii, ukázaly, že se region stal novým hráčem v globálním ropném a plynárenském průmyslu.
Objevy přinesly do regionu roční investice v řádu miliard dolarů. Podle odhadů BMI jsou nálezy v posledních několika letech větší než v jakékoli jiné oblasti na světě a očekává se, že objevy budou pokračovat i v příštích několika letech.

### Zemědělství, rybolov a lesnictví
V Mosambiku je zemědělství hlavním pilířem ekonomiky a země má velký potenciál pro růst v tomto odvětví. Zemědělství zaměstnává více než 80 procent pracovní síly a poskytuje živobytí drtivé většině z více než 23 milionů obyvatel. Zemědělství se v roce 2009 podílelo na HDP 31,5 procenty, zatímco obchod a služby představovaly 44,9 procenta. Naproti tomu 20 procent celkové hodnoty vývozu v roce 2009 pocházelo ze zemědělského sektoru, zejména vývoz ryb (hlavně krevet a krevet), dřeva, kopry, kešu ořechů a citrusů, bavlny, kokosových ořechů, čaje a tabáku.
Zemědělský potenciál je vysoký, zejména v úrodných severních oblastech, které tvoří většinu zemědělského přebytku v zemi. Hlavními tržními plodinami jsou cukr, kora, kešu ořechy, čaj a tabák. Očekávalo se, že celková produkce cukru vzroste v roce 2000 o 160%, což by ze země udělalo významného čistého vývozce poprvé od získání nezávislosti. Všechny plantáže a rafinerie byly privatizovány. Mořské produkty, zejména krevety, jsou největším samostatným vývozním artiklem Mosambiku. Existuje velké množství mořských zdrojů, které nejsou plně využívány. Po mosambické občanské válce byl umožněn návrat vnitřně vysídlených osob a postupné obnovování venkovských trhů Mosambiku dramaticky zvýšilo zemědělskou produkci.
Mosambik vyrobil v roce 2018:
- 8,5 milionu tun manioku (9. největší producent na světě);
- 3 miliony tun cukrové třtiny;
- 1,6 milionu tun kukuřice;
- 625 tisíc tun sladkých brambor;
- 578 tisíc tun banánů;
- 343 tisíc tun rajčat;
- 273 tisíc tun brambor;
- 227 tisíc tun kokosu;
- 138 tisíc tun cibule;
- 134 tisíc tun rýže;
- 108 tisíc tun kešu ořechů (11. největší producent na světě);
- 107 tisíc tun arašídů;
- 93 tisíc tun tabáku;
- 90 tisíc tun čiroku;
- 89 tisíc tun cowpea;
- 85 tisíc tun ricinového bobu;
- 66 tisíc tun ananasu;
- 65 tisíc tun sezamových semínek;
- 50 tisíc tun fazolí;
- 48 tisíc tun bavlny;

Kromě menších produkcí jiných zemědělských produktů.

### Zabezpečení potravin, zranitelnost a řízení rizik
Mosambické rozmanité půdy a klimatické podmínky, ovlivněné zeměpisnou šířkou, výškovými rozdíly, topografií a blízkostí pobřeží, nabízejí širokou škálu produkčních příležitostí; zemědělský potenciál je vysoký i přes častá sucha a povodně. Vodní zdroje jsou relativně bohaté a zemí prochází řada trvalých řek. Země má také značné zásoby nerostů. Přesto je Mosambik vysoce zadluženou zemí, která je zasažena chudobou.
Mosambik je čistým dovozcem potravin. Celkový roční požadavek na dovoz obilovin je v průměru 0,89 milionu tun (0,14 milionu kukuřice, 0,39 rýže a 0,36 pšenice). Mosambik musí rovněž dovážet značné množství masa a živočišných produktů.

### Těžba a polozpracování
Existují velká ložiska nerostů, ale průzkum byl omezen občanskou válkou (1977–1992) a špatnou infrastrukturou. Světová banka odhaduje, že do roku 2005 existoval potenciál pro vývoz v hodnotě 200 mil. USD - na konci 90. let dosáhly 3,6 mil. USD, přibližně 1% celkového vývozu a příspěvek nižší než 2% HDP. Mezi nerosty, které se v současnosti těží, patří mramor, bentonit, uhlí, zlato, bauxit, žula, titan a drahokamy. Nelegální vývoz z řemeslné výroby se odhaduje na 50 milionů USD.
Mosambik vyvezl svou první várku uhlí v roce 2011 a očekává, že se stane největším vývozcem uhlí na světě. Rovněž utrácí přibližně 50 miliard USD na infrastrukturní projekty, aby získal přístup k zásobám uhlí. Uvádí se, že Mosambik má po Rusku, Íránu a Kataru čtvrté největší zásoby zemního plynu na světě.

### Výroba
Ačkoli se v šedesátých a na začátku sedmdesátých let industrializace velmi dobře rozvinula, rychle klesla, když se po získání nezávislosti stáhla většina Portugalců. Od roku 1995 produkce prudce vzrostla, a v roce 2001 se očekával růst o 33% v důsledku rozšíření (cena 860 mil. USD) hliníkové tavírny Mozal, které bylo schváleno v polovině roku 2001. Největší zahraniční investice v zemi, Mozal, má malý dopad na zaměstnanost, ale prostřednictvím vytvořených daní podstatně přispívá k platební bilanci. Vývoz generovaný v prvním čtvrtletí roku 2001 měl hodnotu 85,3 USD, což je hlavní faktor pro 172% expanzi vývozu Mosambiku v daném období. Dokončení huti vedlo k tomu, že hliník představoval až 70% vývozu. Hlavními subsektory byly stavební materiály, zemědělské zpracování, nápoje a spotřební zboží.

### Cestovní ruch
Tento sektor po získání nezávislosti na Portugalsku prudce poklesl, ale byl rozvinut, přestože je stále hluboko pod potenciálem. Národní strategií je podpora vysoce hodnotného maloobjemového cestovního ruchu. První částí iniciativy „Park míru“, která navazuje na Krugerův park v Jižní Africe a Gonarezhou v Zimbabwe, byl projekt zaměřený na rozvoj cestovního ruchu.

### Telekomunikace
Bezprostředně poté, co v roce 1992 skončila dlouhá občanská válka, začala země reformovat telekomunikační sektor. Po zavedení konkurence v roce 2003 mezi společností Vodacom Mozambique a mCel, zavedenou mobilní dceřinou společností národního telekomunikačního sektoru Telecomunicações de Moçambique (TDM), zaznamenal mobilní subsektor vynikající růst. Vláda má v úmyslu zavést konkurenci i do sektoru pevných linek, ale s privatizací TDM váhá. Všechny ostatní služby jsou otevřené hospodářské soutěži a podléhají licenci od průmyslového regulátora INCM. Využívání internetu v zemi bylo brzděno nedostatečnou infrastrukturou pevných linek a vysokými náklady na mezinárodní šířku pásma, ale tento tržní sektor se začal zrychlovat po zavedení různých druhů širokopásmových služeb včetně ADSL, kabelových modemů, bezdrátových širokopásmových sítí WiMAX a mobilní datové služby, a poté zavedení prvního mezinárodního podmořského optického kabelu v zemi (SEACOM) v roce 2009. Další zlepšení lze očekávat od probíhajícího zavádění mobilních služeb 3G a národní páteřní sítě, i od přistání druhého mezinárodního vlákna (EASSy) v roce 2010. Nižší náklady na šířku pásma již v některých segmentech služeb začaly klesat k nižším spotřebitelským cenám, zatímco jiné zůstaly beze změny.

### Finance
Bankovní systém, kterému dominují Portugalci, se zhroutil po získání nezávislosti v roce 1975. Od dřívějšího postavení (v 80. letech) kontroly centrální vlády nad ekonomikou zahájil Mosambik v posledních letech rychlé reformy, které zrychlily provádění tržních hospodářských politik, a zavázal se k politice fiskální a měnové disciplíny. V roce 1995 zavedla vláda svůj střednědobý ekonomický růst, strategii, kterou nadále sleduje. Od konce 90. let vytvořilo národní i mezinárodní bankovnictví prostředí pro rychlý ekonomický růst a rozvoj finančního systému. Dne 11. prosince 2012 získala mosambická vláda portugalské akcie společnosti BNI Banco Nacional de Investimento, která vlastnila 100% banky a přeměnila ji na rozvojovou banku země , a jmenovala bývalého guvernéra Mosambické banky Adriana Maleiane generálním ředitelem.

## Makroekonomika
Zmírnění chudoby: na konci občanské války v roce 1992 se Mosambik zařadil mezi nejchudší země světa. Stále patří mezi nejméně rozvinuté země s velmi nízkými socioekonomickými ukazateli. V posledním desetiletí však došlo k výraznému hospodářskému oživení. HDP na obyvatele v roce 2000 se odhadoval na 222 USD; v polovině 80. let to bylo 120 $. Díky vysokému zahraničnímu dluhu (původně 5,7 miliard USD při čisté současné hodnotě roku 1998) a dobrým výsledkům v oblasti ekonomických reforem byl Mosambik první africkou zemí, která získala oddlužení v rámci počáteční iniciativy HIPC (Highly Indebted Poor Country). V dubnu 2000 se Mosambik kvalifikoval také do programu Enhanced HIPC a svého bodu dokončení dosáhl v září 2001. To vedlo k tomu, že se členové Pařížského klubu v listopadu 2001 dohodli na podstatném snížení zbývajícího bilaterálního dluhu. To povede k úplnému odpuštění značného objemu bilaterálního dluhu, včetně dluhu Spojeným státům.
Následující tabulka ukazuje hlavní ekonomické ukazatele v letech 1980–2017.
| Rok                    | 1980      | 1985      | 1990      | 1995      | 2000      | 2005       | 2006       | 2007       | 2008       | 2009       | 2010       | 2011       | 2012       | 2013       | 2014       | 2015       | 2016       | 2017       |
| ---------------------- | --------- | --------- | --------- | --------- | --------- | ---------- | ---------- | ---------- | ---------- | ---------- | ---------- | ---------- | ---------- | ---------- | ---------- | ---------- | ---------- | ---------- |
| HDP v $ (PPP)          | 2.09 mld. | 2.10 mld. | 3.19 mld. | 4.29 mld. | 8.04 mld. | 13.83 mld. | 15.66 mld. | 17.27 mld. | 18.82 mld. | 20.17 mld. | 21.78 mld. | 23.81 mld. | 26.00 mld. | 28.30 mld. | 30.96 mld. | 33.35 mld. | 35.05 mld. | 36.73 mld. |
| HDP na hlavu v $ (PPP) | 172       | 157       | 235       | 268       | 440       | 658        | 720        | 772        | 818        | 853        | 896        | 952        | 1,010      | 1,069      | 1,136      | 1,192      | 1,219      | 1,244      |
| Růst HDP (reálný)      | 4.2 %     | 1.0 %     | 1.0 %     | 2.2 %     | 1.7 %     | 8.7 %      | 9.9 %      | 7.4 %      | 6.9 %      | 6.4 %      | 6.7 %      | 7.1 %      | 7.2 %      | 7.1 %      | 7.4 %      | 6.6 %      | 3.8 %      | 3.0 %      |
| Inflace (v %)          | 2.0 %     | 30.8 %    | 43.7 %    | 47.7 %    | 12.7 %    | 6.4 %      | 13.2 %     | 8.2 %      | 10.3 %     | 3.3 %      | 12.7 %     | 10.4 %     | 2.1 %      | 4.2 %      | 2.3 %      | 2.4 %      | 19.2 %     | 15.3 %     |
| Státní dluh (v % HDP)  | ...       | ...       | ...       | ...       | 118 %     | 70 %       | 47 %       | 36 %       | 36 %       | 42 %       | 43 %       | 38 %       | 40 %       | 53 %       | 62 %       | 88 %       | 119 %      | 102 %      |

## Obnovený růst
Přesídlení válečných uprchlíků a úspěšná ekonomická reforma vedly k vysokému tempu růstu: průměrné tempo růstu od roku 1993 do roku 1999 činilo 6,7%; v letech 1997 až 1999 činilo průměrně více než 10% ročně. Ničivé povodně z počátku roku 2000 zpomalily růst HDP na 2,1%; odhady poukazují na úplné oživení v roce 2001. Vládní projekty způsobily, že ekonomika v příštích 5 letech pokračovala v expanzi mezi 7% - 10% ročně, ačkoli rychlá expanze do budoucna závisí na několika velkých zahraničních investičních projektech, pokračujících ekonomických reformách a oživení odvětví zemědělství, dopravy a cestovního ruchu. Více než 75% populace se věnuje drobnému zemědělství, které stále trpí nedostatečnou infrastrukturou, obchodními sítěmi a investicemi. Přesto 88 % mosambické orné půdy je stále neobděláváno a zaměření na hospodářský růst v tomto sektoru je pro vládu velkou výzvou.

## Nízká inflace
Vládní přísná kontrola výdajů a nabídky peněz v kombinaci s reformou finančního sektoru úspěšně snížila inflaci ze 70% v roce 1994 na méně než 5% v letech 1998–99. Sazby se v roce 2000 zvýšily až na 12,7% v důsledku hospodářských poruch způsobených ničivými povodněmi . Počínaje rokem 2001 se inflace pohybovala v rozmezí 5% - 12%.
2003 - 5,2%; 2004 - 7,5%; 2005 - 7,6%; 2006 - 11,8%; 2007 - 7,4%; 2008 - 8,4%; 2009 - 4,2%; 2010 - 10,0%; 2011-11,1%

## Rozsáhlá hospodářská reforma
Ekonomická reforma byla rozsáhlá. Bylo privatizováno přes 1 200 státních podniků (většinou malých). Probíhají přípravy na privatizaci nebo liberalizaci sektoru pro zbývající členy, včetně telekomunikací, elektřiny, vodovodů, letišť, přístavů a železnic. Vláda při privatizaci polostátní často vybírá strategického zahraničního investora. Kromě toho byla snížena cla a byla zjednodušena a reformována správa cel. Vláda zavedla velmi úspěšnou daň z přidané hodnoty v roce 1999 jako součást svého úsilí o zvýšení domácích příjmů. Plány na období 2001–2002 zahrnují reformu obchodního zákoníku; komplexní reforma soudnictví; posílení finančního sektoru; pokračující reforma státní služby; lepší vládní rozpočet, schopnost auditu a inspekce; a zavedení soukromé správy vodních systémů ve velkých městech. Proces liberalizace v Mosambiku byl iniciativou Světové banky. V polovině 90. let Světová banka způsobila, že národ musel liberalizovat svůj sektor kešu. Zrušení protekcionistických opatření pro odvětví kešu ořechů v Mosambiku bylo pokusem o zvýšení příjmů zemědělců kešu a snížení chudoby v zemi. Tato politika liberalizace byla jednou z nejspornějších politik.

## Zlepšení obchodní nerovnováhy
V posledních letech hodnota dovozu překročila hodnotu vývozu téměř o 2: 1, což je zlepšení oproti poměru 4: 1 bezprostředních poválečných let. V roce 2000 činil dovoz 1 217 milionů USD a vývoz 723 milionů USD. Programy podpory poskytované rozvojovými partnery do značné míry kompenzovaly výpadky platební bilance. Střednědobý výhled vývozu je povzbudivý, protože řada zahraničních investičních projektů by měla vést k podstatnému růstu vývozu a lepší obchodní bilanci. Mozal, velká hliníková huť, která zahájila výrobu v polovině roku 2000, značně rozšířila objem obchodu v zemi. Tradiční mosambický vývoz zahrnuje kešu, krevety, ryby, kopru, cukr, bavlnu, čaj a citrusové plody. Většina z těchto průmyslových odvětví se rehabilituje. Mosambik se stává méně závislým na dovozu základních potravin a průmyslového zboží díky stálému nárůstu místní produkce .

## Statistika
HDP: parita kupní síly - 39,16 miliardy USD (odhad. 2018)
HDP - reálné tempo růstu: 3% (2017 odhad.)
HDP - na obyvatele: parita kupní síly - 1327,9 USD (odhad. 2018)
HDP - složení podle odvětví:
zemědělství: 22,3% (2017 odhad.)
průmysl: 23% (2017 odhad.)
služby: 54,7% (2017 odhad.)
Příjem nebo spotřeba domácnosti podle procentního podílu:
nejnižší 10%: 1,9% (2008)
nejvyšší 10%: 36,7% (2008)
Rozdělení rodinného příjmu - Giniho index: 47,3 (2002)
Míra inflace (spotřebitelské ceny): 15,3% (odhad. 2017)
Pracovní síla: 12,98 milionu (odhad. 2017)
Pracovní síla - podle zaměstnání: zemědělství 74,4%, průmysl 3,9%, služby 21,7% (odhad. 2017)
Míra nezaměstnanosti: 24,5% (2017 odhad.)
Rozpočet:
výnosy: 2,758 miliardy $ (2017 odhad.)
výdaje: 3,607 miliard $ (2017 odhad.)
Průmyslová odvětví: potraviny, nápoje, chemikálie (hnojiva, mýdla, barvy), hliník, ropné produkty, textil, cement, sklo, azbest, tabák
Tempo růstu průmyslové výroby: 10,5% (2017 odhad.)
Elektřina - výroba: 19,58 miliardy kWh (2015 odhad.)
Elektřina - spotřeba: 13,86 miliardy kWh (2015 odhad.)
Elektřina - vývoz: 12,88 miliardy kWh (2015 odhad.)
Elektřina - dovoz: 10,55 miliardy kWh (2015 odhad.)
Spotřeba oleje: 14 390 bbl / d (2288 m³ / d) (2006 odhad.)
Ropné zásoby: 0 barelů (0 m³) (odhad. k 1. lednu 2006)
Zemní plyn - výroba: 5,695 miliardy cu m (2015 odhad.)
Zemní plyn - spotřeba: 1,895 miliardy cu m (2015 odhad.)
Zemní plyn - vývoz: 3,8 miliardy m³ (2015 odhad.)
Zemní plyn - dovoz: 0 cu m (2013 odhad.)
Zemní plyn - prokázané zásoby: 2,832 bilionu m³ (odhad. k 1. lednu 2017)
Zemědělství - produkty: bavlna, kešu ořechy, cukrová třtina, čaj, maniok (tapioka), kokosové ořechy, sisal, citrusové a tropické ovoce; brambory, slunečnice, hovězí maso, drůbež
Export: 4,773 miliard USD (odhad. 2017)
Vývoz - komodity: hliník, krevety, kešu oříšky, bavlna, cukr, citrusy, dřevo; hromadná elektřina
Export - partneři: Indie 28,1%, Nizozemsko 24,4%, Jihoafrická republika 16,7% (2017)
Dovoz: 5,021 miliardy USD (odhad. 2017)
Dovoz - komodity: stroje a zařízení, vozidla, palivo, chemikálie, kovové výrobky, potraviny, textil
Dovoz - partneři: Jihoafrická republika 36,8%, Čína 7%, Spojené arabské emiráty 6,8%, Indie 6,2%, Portugalsko 4,4% (2017)
Dluh - externí: 10,27 miliardy USD (odhad. k 31. prosinci 2017)
Měna: 1 metrická (Mt) = 100 centavos
Směnné kurzy: meticais (MZM) na americký dolar - 24 125 (odhad 2008), 26 264 (2007), 25,4 (2006)
Fiskální rok: kalendářní rok